# Hankar (metrostation)
Hankar is een station van de Brusselse metro, gelegen in de gemeente Oudergem.

## Geschiedenis
Het station Hankar werd geopend op 20 september 1976 als onderdeel van de eerste metrolijn van de Brussels metro. De toenmalige metrolijn 1 reed tussen De Brouckère en Tomberg / Beaulieu. Sinds de herinrichting van het metronet in 2009 bediend metrolijn 5 dit station.
In 2011 werden beide uitgangen van dit station vernieuwd in de vorm van een grote houten "M". Ook werden beide perrons voorzien van een lift.
Eind november 2017 werd blauwe LED-verlichting toegevoegd aan het verlaagd deel van het station. Ter hoogte van het plafond waar zich dakopeningen bevinden die daglicht binnenlaten is telkens een blauwe lichtstrip toegevoegd. Dit bezorgt aan het metrostation Hankar dezelfde sfeer als het metrostation Weststation, vernieuwd in 2009.

## Situering
Het metrostation is geheel overdekt en ligt aan de Waversesteenweg en nabij de Baron Robert Hankarsquare. Hoewel het station beneden het straatniveau ligt, is het geen ondergronds station: in werkelijkheid is het een 400 m lang viaduct boven de in dezelfde sleuf lopende spoorlijn 26 Schaarbeek - Halle, die door de metrolijn op deze plaats gekruist wordt.
Op straatniveau is er aansluiting voorzien met buslijn 34 en bussen van de Waalse vervoersmaatschappij TEC. Beide zijden van de Waversesteenweg zijn voorzien van een toegang tot het metrostation, wat het oversteken van deze drukke straat vermijdt. Op wandelafstand van het metrostation ligt een Delhaize-vestiging.

## Kunst
Op een wand boven de sporen, doorlopend tot in de stationshal, creëerde Roger Somville op een bijzonder groot oppervlak de muurschildering Notre Temps. Interpretaties van de kunstenaar van diverse taferelen uit "onze tijd" worden weergegeven in felle oranjerode en gele tinten, afgewisseld met blauw. De stijl van het 600 m² metende kunstwerk is geïnspireerd op graffiti.

## Afbeeldingen

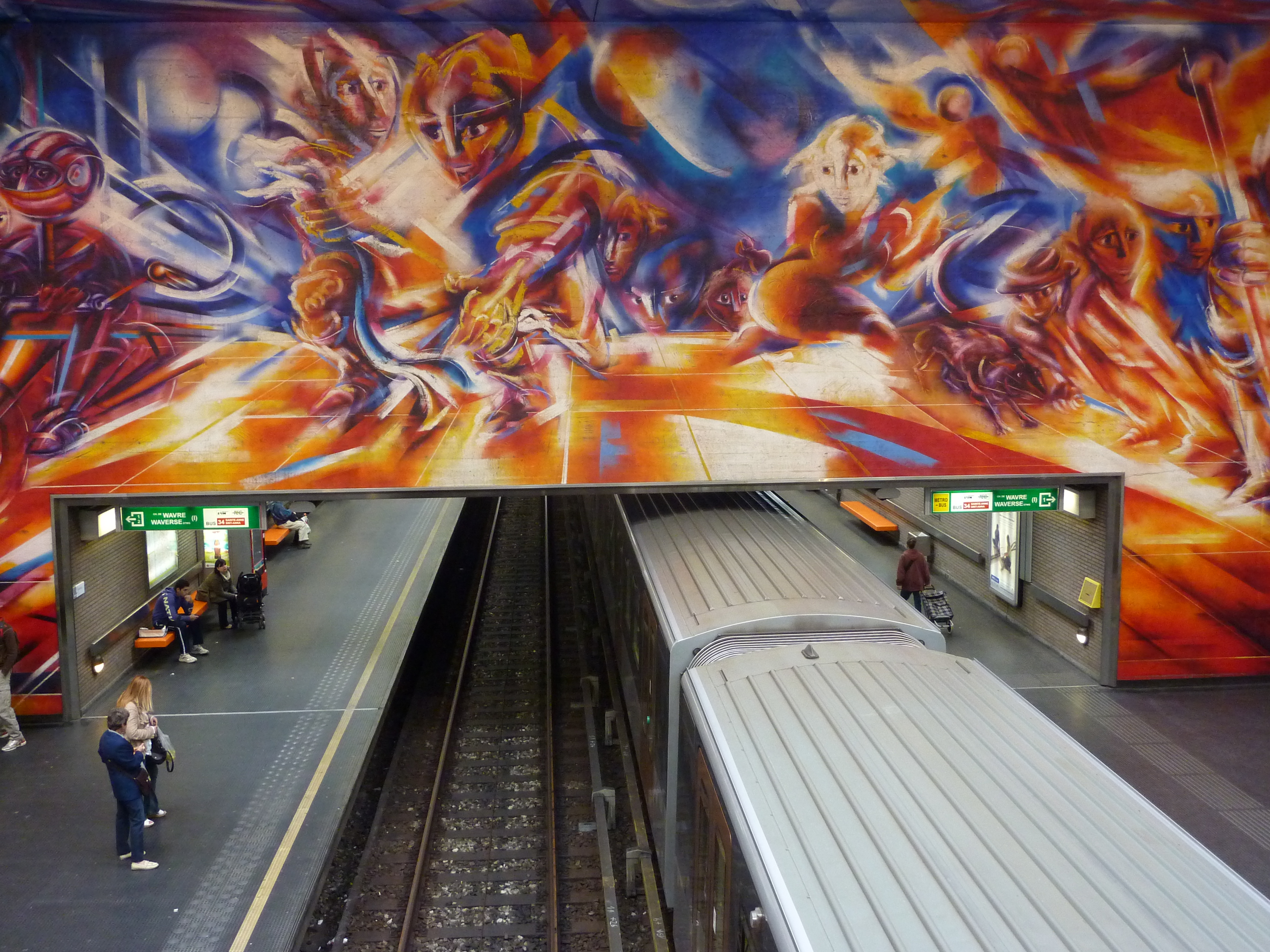
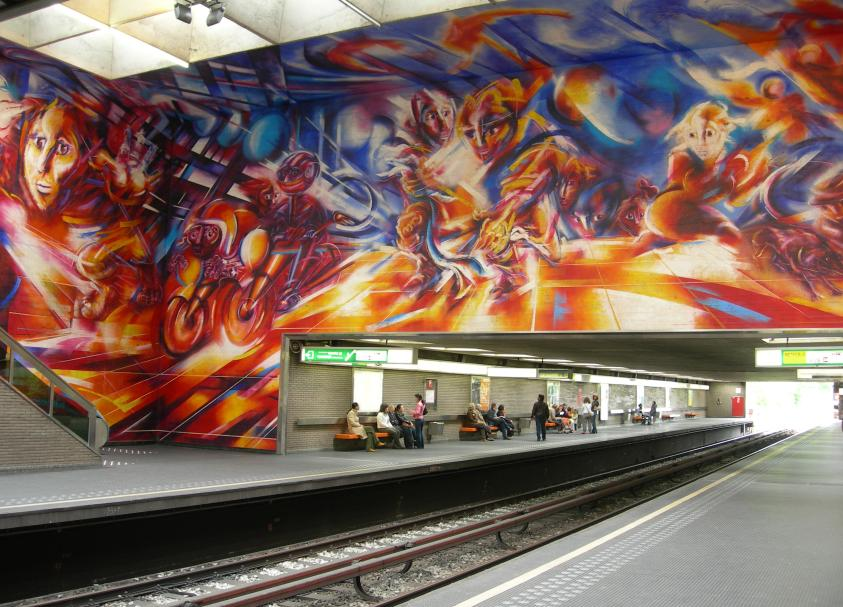
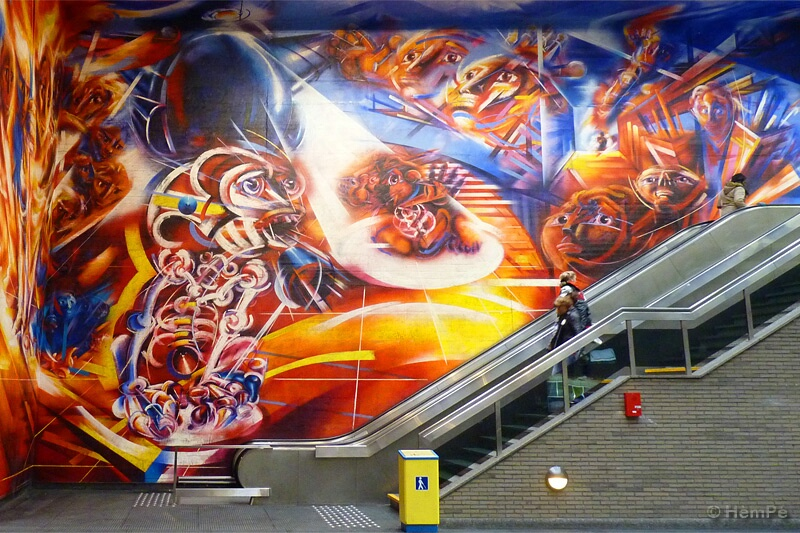
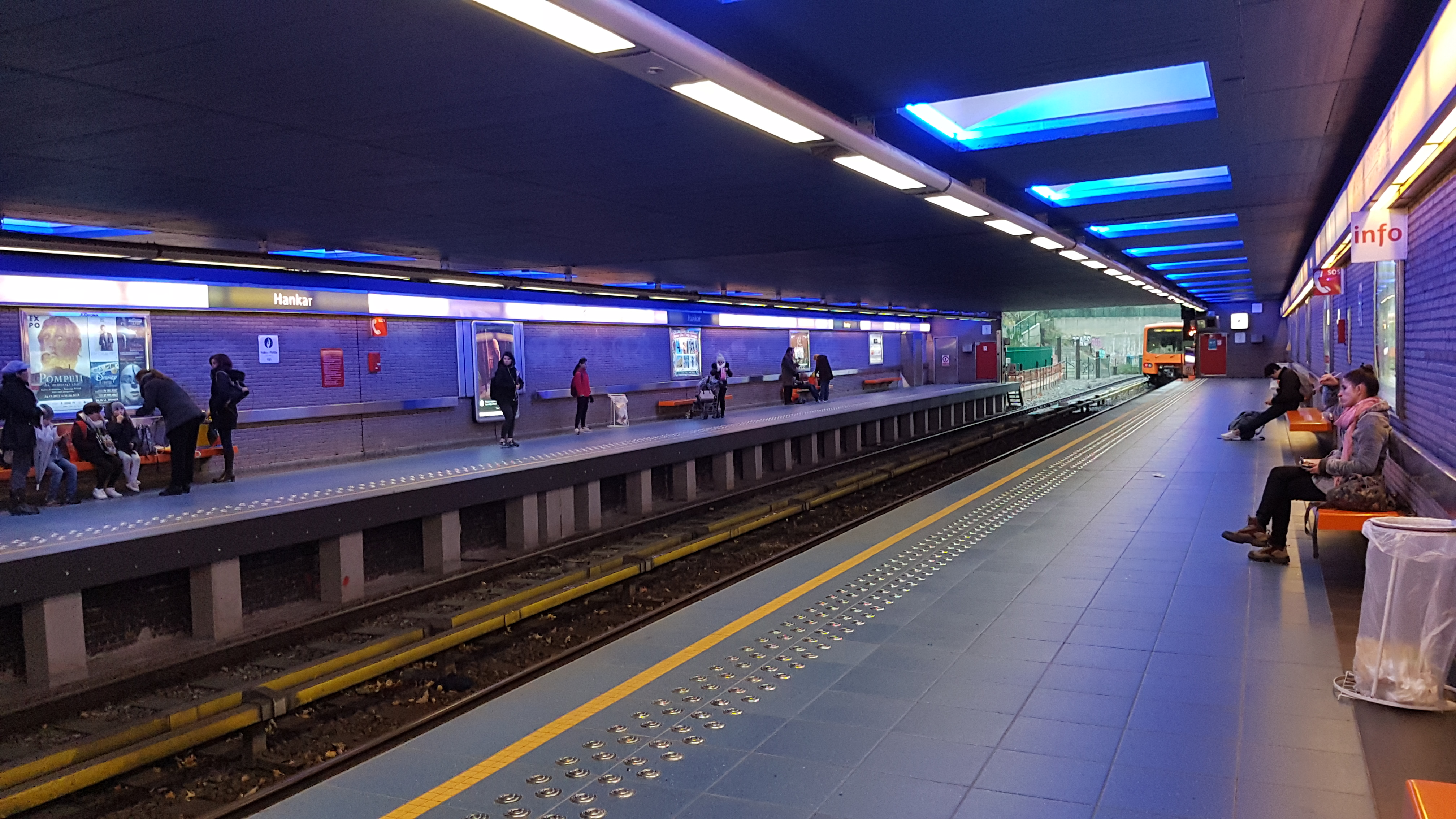
Blauwe LED-verlichting.